# Gogaedo
Gogaedo är en ö i Sydkorea.  Den ligger utanför ön Geojedo i provinsen Södra Gyeongsang, i den södra delen av landet, 300 km sydost om huvudstaden Seoul. Arean är 0,1 kvadratkilometer och den har 6 invånare.. Administrativt tillhör den Sadeung-myeon, en socken i stadskommunen Geoje.